# Damias
Damias is een geslacht van vlinders van de familie spinneruilen (Erebidae).

## Soorten
- D. aenea Jordan, 1905
- D. aurantiomarginata Rothschild, 1912
- D. biagi Bethune-Baker, 1908
- D. biguttata Rothschild & Jordan, 1901
- D. bipars Hampson, 1900
- D. bipuncta Rothschild, 1912
- D. bougainvillei Rothschild, 1905
- D. caerulescens Butler, 1889
- D. calida Walker, 1864
- D. catarrhoa Meyrick, 1886
- D. cupreonitens Rothschild, 1912
- D. choiseuli Jordan, 1904
- D. elegans Boisduval, 1832
- D. esthla Prout, 1918
- D. fuliginosa Rothschild, 1912
- D. germana Rothschild, 1912
- D. imitatrix Rothschild, 1912
- D. insignis Rothschild, 1912
- D. isabella Rothschild & Jordan, 1901
- D. leptosema Turner, 1940
- D. marginipuncta Rothschild, 1912
- D. metallica Jordan, 1905
- D. mixta Hampson, 1900
- D. monoleuca Hampson, 1914
- D. obliqua Rothschild & Jordan, 1901
- D. occidentalis Rothschild & Jordan, 1901

- D. peculiaris Rothschild, 1936
- D. pelochroa Hampson, 1914
- D. peraffinis Rothschild, 1912
- D. peramitatrix Rothschild, 1916
- D. postexpansa Rothschild, 1912
- D. postnigra Rothschild, 1912
- D. postvitrea Rothschild, 1912
- D. procrena Meyrick, 1886
- D. pseudaffinis Rothschild, 1936
- D. pseudogelida Rothschild, 1912
- D. punctata Rothschild, 1936
- D. quardripuncta Rothschild, 1915
- D. rotunda Hampson, 1900
- D. rufobasalis Rothschild, 1915
- D. scripta Lower, 1902
- D. shawmayeri Rothschild, 1936
- D. sicciodes Hampson, 1914
- D. simillima Rothschild, 1936
- D. szetschwana Draeseke, 1926